# Matt Wallace
Matt Wallace es un productor discográfico estadounidense. Es graduado por la Universidad de Berkley, pruduciendo discos desde los 80 de forma profesional. Entre sus mayores éxitos, cabe destacar Angel Dust de Faith No More y el multiplatino Songs About Jane de Maroon 5.

## Álbumes producidos
- The 88:Not Only... But Also
- Bic Runga: Drive
- Blues Traveler: Bridge
- Bowling for Soup: Let's Hear it for Johnny!
- Buffalo Nickel: Long 33 1/3 Play
- Chantal Kreviazuk: Under These Rocks and Stones
- Dog's Eye View: Daisy
- Ednaswap: Ednaswap
- Faith No More: We Care a Lot, Introduce Yourself, The Real Thing, Live at the Brixton Academy, Angel Dust
- Fenix TX: Fenix TX
- Fightstar: One Day Son, This Will All Be Yours
- Green Apple Quick Step: Kid
- H2O: Go
- The Higher: On Fire''
- Imperial Teen: What is Not to Love
- John Hiatt: Perfectly Good Guitar
- Josh Clayton-Felt: Inarticulate Nature Boy
- Ludo: You're Awful, I Love You
- Maroon 5: Songs About Jane
- Mars Electric: - "Someday" single
- Mushroomhead: XIII
- The Replacements: Don't Tell a Soul
- Peter Searcy: Could You Please and Thank You
- Small Mercies: Beautiful Hum
- Sons of Freedom: Sons of Freedom, Gump
- The Spent Poets: The Spent Poets
- Spin Doctors: Nice Talking to Me
- Squad Five-O: Late News Breaking
- Sugarcult: Start Static
- Susanna Hoffs: Susanna Hoffs
- Udora: Liberty Square
- Wakefield: American Made
- Paul Westerberg: 14 Songs
- Weapon of Choice: Highperspice, Nutmeg Phantasy